# Canada Day
Canada Day (fransk: Fête du Canada) er nationaldagen for Canada d. 1 juli, hvor der fejres jubilæet for vedtagelsen af British North America Act 1867 (i dag kaldet Constitution Act, 1867), som forenede tre kolonier i en enkelt land kaldet Canada inden for det britiske imperium.
Dagen hed oprindelig Dominion Day (fransk : Le Jour de la Confédération), men blev omdøbt i 1982, da det britiske parlament med vedtagelsen af Canada Act hjemtog British North America Act af 1867., så ændringer ikke længere skulle godkendes i London.
Canada Day finder sted i hele Canada samt blandt canadierne internationalt.